# Gerhard Jussenhoven
Gerhard Jussenhoven, född den 30 januari 1911 i Köln, Tyskland, död den 13 juli 2006 i Köln, var en kompositör.

## Biografi
Jussenhoven var son till en konditor och började studera pianospel vid 14 års ålder för musiklegenden Willi Ostermann. På sina föräldrars begäran började han efter gymnasiet att studera juridik och utexaminerades 1937 till advokat. Samtidigt med följande juristarbete studerade han musikvetenskap, harmoni och komposition vid Musikhögskolan i Köln.
Direkt efter andra världskriget började Jussenhoven att som freelance komponera musik bl. a. till revyer och annan teatermusik. Under de kommande sex åren skrev han mer än 1 000 melodier. Under 1950- och 1960-talen fortsatte hans framgångar.
Tillsammans med andra kompositörer och författare gjorde han flera operetter och musikaler, bl. a. en musikal över Molières Den inbillade sjuke.

## Filmmusik
- 1956 – Åsa-Nisse flyger i luften